# Пономарёв, Николай Александрович
Николай Александрович Пономарёв (10 октября 1929, Кустанай — 17 октября 1995) — казахский коммунистический деятель, организатор сельскохозяйственного производства, первый секретарь Комсомольского райкома Компартии Казахстана, Кустанайская область, Казахская ССР. Герой Социалистического Труда (1971). Член ЦК Компартии Казахстана. Депутат Верховного Совета Казахской ССР.

## Биография
В 1955 году вступил в КПСС. С 1951 по 1963 года — агроном в совхозах «Фёдоровский», «Кенарал» и «Владимировский». С 1963 по 1971 года — заведующий отделом сельского хозяйства Кустанайского обкома Компартии Казахстана, первый секретарь Комсомольского райкома Компартии Казахстана.
Будучи первым секретарём Комсомольского райкома, участвовал в организации сельскохозяйственного производства в районе. В 1971 году удостоен звания Героя Социалистического Труда.
С 1971 года — председатель исполнительного комитета, председатель Кустанайского областного Совета народных депутатов. С 1971 года — кандидат в члены ЦК КПСС, член ЦК Компартии Казахстана.
Избирался депутатом Верховного Совета Казахской ССР 7-го созыва[уточнить].

## Награды и звания
- Герой Социалистического Труда (08.04.1971) — указом Президиума Верховного Совета СССР «О присвоении звания Героя социалистического Труда передовикам сельского хозяйства Казахской ССР» от 8 апреля 1971 года за выдающиеся успехи, достигнутые в развитии сельскохозяйственного производства и выполнении пятилетнего плана продажи государству продуктов земледелия и животноводства удостоен звания Героя Социалистического Труда с вручением ордена Ленина и золотой медали «Серп и Молот»[1].
- орден Ленина (08.04.1971)
- орден Ленина
- орден Октябрьской Революции
- орден Трудового Красного Знамени
- орден Трудового Красного Знамени